# Around the World Hit Singles: The Journey So Far
Around The World Hit Singles: The Journey So Far è il quarto album della boy band inglese East 17 uscito nel 1996.

## Tracce
1. Stay Another Day
2. Around The World
3. Let It Rain
4. Deep
5. Thunder
6. It's Alright
7. Do U Still
8. Steam
9. Hey Child
10. Hold My Body Tight
11. House Of Love
12. If You Ever (feat. Gabrielle)
13. Someone To Love
14. Slow It Down
15. Gold
16. West End Girls

## Limited Edition Bonus Mix CD
1. Let It Rain (Overworld Storm Mix)
2. Hold My Body Tight (Danny Tenaglia Vocal Mix)
3. House Of Love (Wet Nose Dub)
4. Deep (Delta Steam House of Funk Mix)
5. Gold (Paws on the Floor)
6. Do U Still? (Wildchild Vocal Mix)
7. Steam (Overworld Haze Mix)
8. Deep (Throat Mix)
9. Let It Rain (Part One Low Pressure Remix)
10. Slow It Down (Speed It Up)